# Телефонный план нумерации Нидерландов
Телефонный план нумерации Нидерландов  — диапазоны телефонных номеров, выделяемых различным пользователям телефонной сети общего пользования в Королевстве Нидерландов, специальные номера и другие особенности набора для совершения телефонных вызовов. Все международные номера пользователей данной телефонной сети имеют общее начало +31 - называемый префиксом или телефонным кодом страны.
Международный код: +31

Префикс для совершения международных звонков: 00

Внутренний префикс: 0

Телефонный план нумерации Нидерландов управляется Министерством экономики, сельского хозяйства и инноваций Нидерландов. Номера имеют длину 9 цифр, в которые входят код зоны (2-3 цифры) и абонентский номер (7-6 цифр соответственно). При звонках на межгород необходимо набирать внутренний префикс 0. Негеографические номера не имеют стандартной длины, но также требуют префикса 0. К таким номерам относятся мобильные телефоны и различные сервисы, такие как бесплатные номера, коммутируемый доступ к сети Интернет, VoIP и другие.

## Формат номеров
Телефонный план можно условно разбить на три части: географические, негеографические и короткие номера. Система предполагает использование префикса 0 при наборе всех номеров, кроме коротких. 

### Географические коды
После реорганизации телефонной системы в 1995 году голландские номера стали иметь длину 9 цифр без внутреннего префикса. Код города состоит из двух или трёх цифр. Большие города имеют код из двух цифр и семь цифр абонентского номера, позволяющие расширить местный номерной фонд. Маленькие зоны имеют коды из трёх цифр и шесть цифр номера. В таблице ниже приведены все коды зон вместе с префиксом 0.
| 010 Роттердам 0111 Зирикзе 0113 Гус 0114 Хюлст 0115 Тернёзен 0117 Слёйс 0118 Мидделбург 013 Тилбург 015 Делфт 0161 Рейен 0162 Остерхаут 0164 Берген-оп-Зом 0165 Розендал (город) 0166 Толен 0167 Стенберген 0168 Зевенберген 0172 Алфен-ан-де-Рейн 0174 Налдвейк 0180 Риддеркерк и Зёйдплас 0181 Спейкениссе 0182 Гауда 0183 Горинхем 0184 Слидрехт 0186 Ауд-Бейерланд 0187 Мидделхарнис 020 Амстердам 0222 Тексел 0223 Ден-Хелдер 0224 Схаген 0226 Харенкарспел 0227 Медемблик 0228 Энкхёйзен 0229 Хорн 023 Харлем 024 Неймеген | 0251 Бевервейк 0252 Хиллегом 0255 Эймёйден 026 Арнем 0294 Весп 0297 Алсмер 0299 Пюрмеренд 030 Утрехт 0313 Дирен 0314 Дутинхем 0315 Терборг 0316 Зевенар 0317 Вагенинген 0318 Эде / Венендал 0320 Лелистад 0321 Дронтен 033 Амерсфорт 0341 Хардервейк 0342 Барневельд 0343 Дорн 0344 Тил 0345 Кулемборг 0346 Марссен 0347 Вианен 0348 Вурден 035 Хилверсюм 036 Алмере 038 Зволле 040 Эйндховен 0411 Бокстеь 0412 Осс 0413 Вегхел 0416 Валвейк 0418 Залтбоммел 043 Маастрихт 045 Херлен | 046 Ситтард 0475 Рурмонд 0478 Венрай 0481 Беммел 0485 Кёйк 0486 Граве 0487 Дрютен 0488 Зеттен 0492 Хелмонд 0493 Дёрне 0495 Верт 0497 Эрсел 0499 Бест 050 Гронинген 0511 Венвуден 0512 Драхтен 0513 Херенвен 0514 Балк 0515 Снек 0516 Остерволде 0517 Франекер 0518 Синт-Аннапарохе 0519 Доккюм 0521 Стенвейк 0522 Меппел 0523 Харденберг 0524 Куворден 0525 Элбюрг 0527 Эммелорд 0528 Хогавен 0529 Оммен 053 Энсхеде 0541 Олдензал 0543 Винтерсвейк 0544 Грунло 0545 Неде | 0546 Алмело 0547 Гор 0548 Рейссен 055 Апелдорн 0561 Волвега 0562 Терсхеллинг / Влиланд 0566 Ирнсюм 0570 Девентер 0571 Ворст 0572 Ралте 0573 Лохем 0575 Зютфен 0577 Уддел 0578 Эпе 058 Леуварден 0591 Эммен 0592 Ассен 0593 Бейлен 0594 Зёйдхорн 0595 Варффум 0596 Аппингедам 0597 Винсхотен 0598 Хогезанд 0599 Стадсканал 070 Гаага 071 Лейден 072 Алкмар 073 Хертогенбос 074 Хенгело 075 Зандам 076 Бреда 077 Венло 078 Дордрехт 079 Зутермер |

### Негеографические номера
Негеографические номера не имеют стандартной длины. Исключением являются мобильные номера. Их длина всегда 9 цифр без префикса 0.
К негеографическим номерам относятся:
| Код         | Предназначение |
| ----------- | --- |
| 061–066     | Мобильные номера |
| 066         | Пейджеры |
| 0670 – 0675 | Видеотекс |
| 0676        | Доступ к сети Интернет                                                                                              |
| 068         | Мобильные номера |
| 0800        | Бесплатные номера                                                                                                   |
| 084, 085    | VoIP |
| 087         | Доступ к голосовой почте и VPN                                                                                      |
| 088         | Крупные компании с более чем одним адресом                                                                          |
| 0900        | Информационные услуги за дополнительную плату                                                                       |
| 0906        | Услуги для взрослых за дополнительную плату                                                                         |
| 091         | VoIP |
| 0970        | Межмашинное взаимодействие — номера имеют длину 8 цифр                                                              |
| 0979        | Межмашинное взаимодействие — номера не имеют фиксированной длины и зарезервированы для внутрисетевого использования |

Номера 066, 084, 087 часто используются мошенниками, так как их можно легко и дёшево зарегистрировать и сделать идентификацию очень сложной.
Ранее коды 06-0, 06-1000, 06-4 использовались для бесплатных вызовов, 06-8 для услуг за раздельную плату, 06-9 для премиум-сервисов, а остальные коды в зоне 06 — для мобильных номеров. Номер 0011, а позже 0611, использовался для номера экстренных сервисов. Позже этот номер был сменён на 112. Префикс 09 использовался для выхода на международную связь. Позже для этих целей стал использоваться 00.

### Короткие номера
Единый номер экстренных служб в Нидерландах — 112. GSM телефоны могут принимать различные номера, такие как 999, 000 и 911. Все они перенаправляются на номер 112. В Карибских Нидерландах ситуация иная. В данном случае вызовы на номер 112 перенаправляются на 911.
Услуги справочной службы предоставляют несколько коммерческих компаний. Они доступны по номеру 18xx (например, 1888 — справочная служба KPN).

## Карибские Нидерланды
На островах Карибских Нидерландов действует отдельный план нумерации. Они используют код +599. Звонки между Европейскими Нидерландами и Карибскими оплачиваются как международный вызов.